# Шмарєшкі Топлиці (община)
Община Шмарєшкі Топлиці (словен. Občina Šmarješke Toplice) — одна з общин Словенії. Адміністративним центром є місто Шмарєшкі Топлиці.
Центр общини є одним з найсучасніших словенських курортів.

## Населення
У 2011 році в общині проживало 3164 осіб, 1555 чоловіків і 1609 жінок. Чисельність економічно активного населення (за місцем проживання), 1414 осіб. Середня щомісячна чиста заробітна плата одного працівника (EUR), 917,67 (в середньому по Словенії 987.39). Приблизно кожен другий житель у громаді має автомобіль (52 автомобілів на 100 жителів). Середній вік жителів склав 40,8 роки (в середньому по Словенії 41.8). 